# 마이아 미첼
마이아 미첼(Maia Mitchell, 1993년 8월 18일 ~ )은 오스트레일리아의 배우, 가수이다.

## 출연 작품

### 영화
- 핫 썸머 나이츠 (2018)
- 네버 고잉 백 (2018)
- 더 라스트 썸머 (2019)
- 언틸 던: 무한루프 데스게임 (2025) - 멜라니 역

### 텔레비전
- 테일러는 12살 (2006-07)
- 트랩드 (2008-09)
- 캐스트어웨이 (2011)
- 포스터 가족 (2013-18)
- 라이온 수호대 (2016-19)
- 굿 트러블 (2019-)